# Dejarik
Dejarik (también llamado Holochess, Ajedrez de Star Wars o Ajedrez holográfico) es un juego de tablero estratégico para dos jugadores. Se originó en la película Star Wars: Episodio IV - Una nueva esperanza, y luego fue publicado como juego de mesa real.

## Origen
En la película, se ve a R2D2 jugando contra Chewbacca, logrando capturar una de sus piezas. Ante la protesta de este último, C3PO le replica que hizo un movimiento legal. Luego de una conversación con Han Solo, le sugiere a R2D2 adoptar la estrategia de dejar a su oponente ganar, frente a la posibilidad de que le arranquen los brazos.

## Reglas

### Elementos

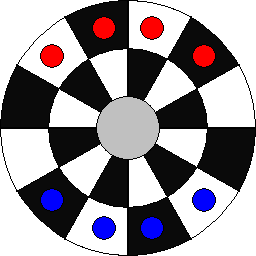
Posición inicial del juego Dejarik. A cada jugador le corresponde un color de piezas distinto.

El juego tiene ocho piezas distintas, cuatro para cada jugador. El tablero consiste en dos anillos concéntricos divididos en 12 casillas, con los colores blanco y negro alternados, y una casilla central circular. Se suelen usar al menos seis dados de seis caras y uno de ocho auxiliares.
Cada pieza tiene una capacidad distinta, según los atributos Ataque, Defensa y Movimiento. Las piezas y sus atributos son:
| N.º | Nombre  | Ataque | Defensa | Movimiento |
| --- | ------- | ------ | ------- | ---------- |
| 1   | Savrip  | 6      | 6       | 2          |
| 2   | Monnok  | 6      | 5       | 3          |
| 3   | Ghhhk   | 4      | 3       | 2          |
| 4   | Houjix  | 4      | 4       | 1          |
| 5   | Strider | 2      | 7       | 3          |
| 6   | Ng'ok   | 3      | 8       | 1          |
| 7   | K'lor   | 7      | 3       | 2          |
| 8   | Molatar | 8      | 2       | 2          |

### Comienzo
Qué piezas usará cada jugador y quién comienza el juego se echa a la suerte, para esto se puede usar el dado de ocho caras. Cada jugador coloca sus piezas en extremos opuestos del tablero, en el orden que elija, separadas entre los dos bandos por dos escaques a cada lado.

### Movimientos

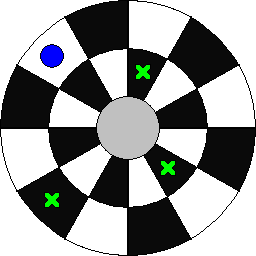
Ejemplo del movimiento de una pieza con movilidad 3 en el juego.

Cada jugador en su turno puede realizar dos acciones consecutivas, pueden ser dos de movimiento, dos de ataque, o una y una en cualquier orden. Las piezas sólo pueden moverse la cantidad de escaques igual a su nivel de movimiento, ni más ni menos, ya sea a lo largo de uno de los anillos, doblando una vez para cambiar de anillo, o en línea recta atravesando el centro del tablero. Las piezas no pueden moverse en diagonal, solo por casillas adyacentes, y nunca usando casillas ocupadas por otras piezas.

### Ataque y defensa
Un jugador puede atacar a una pieza contrincante situando una propia en un casillero adyacente a esta, si todavía le queda al menos una acción para hacerlo. El atacante tiraría tantos dados como puntos de ataque tuviera la pieza, y el atacado tantos dados como puntos de defensa tenga la suya. El resultado de los dados define quién gana la pelea, de la siguiente manera:
1. Ataque mortal: Cuando el atacante supera al defensor por más de 7 puntos con los dados. La pieza atacada es retirada del juego.
2. Defensa mortal: Cuando el defensor supera por 7 puntos al atacante. La pieza atacante es retirada del juego.
3. Empuje del atacante: Cuando el atacante supera al atacado por 6 puntos o menos, en este caso el atacante decide una nueva posición para la pieza atacada, en cualquier casilla adyacente a esta.
4. Empuje del defensor: Cuando el defensor supera al atacante por 6 puntos o menos, entonces decide un nuevo lugar para la pieza atacante, en cualquier casilla adyacente a esta.

En caso de sacar igual cantidad de puntos, se da lo mismo que en el Empuje del defensor.
En caso de que queden solo dos piezas en el tablero, se da una batalla hasta la muerte: las dos piezas se mueven automáticamente al centro del tablero, y cada una usa su nivel de ataque o defensa más alto como nivel de ataque y defensa a la vez. Se da el enfrentamiento con los dados y quien gane la pelea, gana el juego.

### Objetivo
El objetivo del juego es capturar todas las piezas del oponente antes de que este lo haga con las propias.

## Variante
La variante Courtier o Cortesana se juega con seis piezas para cada jugador, cinco guardias y un rey. Se colocan opuestas en los doce escaques del anillo exterior, estando el rey en el escaque derecho más cercano al jugador.
A diferencia de la versión original, cada jugador puede mover una vez por turno, un solo escaque por vez. Las piezas no se pueden mover en diagonal o hacia un escaque ocupado por otra.
La captura ocurre cuando una pieza de un jugador es rodeada por dos del otro, en el mismo anillo o radio (siendo el radio dos escaques adyacentes de distintos anillos). La captura puede ser hecha con dos guardias o con un guardia y el rey. No se pueden capturar más de una pieza por vez. Luego de la captura, la pieza del oponente se retira del tablero. Si esta es el rey, entonces el atacante gana el juego.
Se puede dar una doble captura cuando un jugador mueve una pieza a una posición en la que puede capturar pero también dicha pieza puede ser capturada, implicando dos piezas opuestas y dos propias. En este caso, las cuatro se retiran del tablero.
El objetivo del juego es capturar el rey del oponente antes de que este capture al propio.